# Vanilloideae
Vanilloideae е едно от петте подсемейства, които са класифицирани към голямото семейство Салепови, по-известни като Орхидеи. Смята се за много близко до подсемейство Epidendroideae, а както и Orchidoideae. Включва 2 триба, обединяващи общо около 15 рода, към които са класифицирани приблизително 180 вида. Растенията причислени към това подсемейство са разпространени из Азия, Австралия и Америка. Някои от тях са лиани, притежаващи сукулентни стъбла, а други мико-хетеротрофи. Устната на цветовете често е леко нарязана. Наименованието на подсемейство Vanilloideae идва от най-познатият, класифициран в него род – т.нар. Vanilla (Ванилия).